# نمک فریدل
نمک‌های فریدل، آنیون معدنی مبدل‌کننده و متعلق به خانواده هیدروکسید دو لایرد (به انگلیسی: Layered double hydroxides) است و میل فراوان به آنیون‌های کلرید و یُدی دارد و قادر به حفظ آن‌ها تا حد خاصی است. با فرمول شیمیایی:
Ca2Al(OH)6(Cl, OH) · 2 H2O.
آن را برای فرآوری گونه ای سیمان نیز بکار می‌برند.